# 黃昏三鑣客
《黃昏三鏢客》（義大利語：Il buono, il brutto, il cattivo）為義大利導演塞吉歐·李昂尼於1966年制作的西部片镖客三部曲的最后一部，其中以美国南北戰爭為時代背景。本片的意大利语和英语版片名意为“好人、坏人、小人”，分别代表本片的三名主角。本片讲述的是，美國南北战争时期，南方政府埋藏了一批黄金。这个消息恰好被三名主角知道了，然而他们每个人只知道关于埋藏地点的一部分訊息。因此既要合作，又要提防对方独吞财产。

## 剧情
美国南北战争时期，比尔·卡森偷走并隐藏了南方邦聯价值200000美元的黄金。一名暱稱為天使眼的雇佣兵审问了一名名叫史提芬的前南軍士兵有关此黄金的事。史提芬给了他一笔钱以要求他杀掉贝克，也就是天使眼的雇主。天使眼枪毙了史提芬，并拿走了钱，回到贝克身边。天使眼当然没有忘记他和史提芬之间的协议，并杀死了贝克。千里以外，三名赏金猎人捕捉了一名来自墨西哥的土匪，名叫图科，后来又被一名叫金发仔的独行侠拯救。金发仔把图科带到警方那里以领取赏金。正当图科要被绞刑时，金发仔使用一把长枪射断了他的绞索，两人骑着马逃之夭夭。他们分掉了赏金，然后再进行同样的行动。但金发仔觉得图科的赏金始终还是太少了，所以决定把他流放到荒无人烟的沙漠中。
怒气冲天的图科在沙漠中生存了下来，打算报仇雪恨，他跟踪金发仔到一个被南方邦聯遗弃的小镇，并再次出现在他眼前，逼金发仔上吊自杀。就在这个时候，北軍砲轰了小镇，导致金发仔有机会从那里逃走。图科千辛万苦地寻找着他，找到金发仔后，图科打算进行报复了。在图科的强迫下，金发仔穿越在炎热干燥的沙漠里，没有水源和遮阳，终于在太阳的照射下脱水了。正当图科要杀死金发仔时，他看见了一辆无人驾驶的马车，他好奇地看一看车内的状况，眼前有些已死亡的兵士，还有奄奄一息的比尔·卡森。他打算用他藏在伤心坡公墓的黄金和图科交换水源，图科迅速地把水拿来，但卡森已經先走一步了，而且他在临死前告诉了金发仔坟墓的名字，这让图科和金发仔产生了关系，隨后图科把金发仔带到边远地带的公使馆以获得医疗。
金发仔痊愈后，他与图科穿着南軍的制服上路。路途中被北軍士兵给捕捉，然后被關押候审。点名时图科以比尔·卡森的名字喊到，而引起了伪装成北軍軍官的天使眼的注意。他拷问图科，逼他说出黄金的位置。尽管图科说出了公墓的名字，但是坟墓的名字只有金发仔知晓。天使眼只好和金发仔结伴。两人和天使眼的同伙便出发到黄金的所在地。图科在火车里等着要被处刑，但成功逃过一劫。
金发仔和天使眼和他的同伙来到一座城市。逃亡到这里的图科在一家破烂不堪的酒店裡洗个澡，而又有一名赏金猎人自己找上门来，图科二话不说射死了他。金发仔听到了枪声，通过调查发现了图科，再次合作，并杀掉了天使眼的手下们，这时候天使眼卻已经不见踪影。
金发仔和图科出发到伤心坡，路途上被北軍和南軍阻挡，两方各佔据河岸一侧。他们把炸药安装在跨河的桥樑上，希望可以讓北軍與南軍放棄爭奪此地，以便兩人能夠穿過此地前往藏寶地點；放置炸藥的過程中，图科建议互相分享出有关宝藏的资讯，万一他们当中其中一个人死后另一个还能继续寻宝。图科说出了公墓的名字，金发仔则说出坟墓的名字，即奥奇•斯丹顿。桥樑爆炸后，南北兩軍的军队开始疏散，而图科则偷了一匹马打算把黄金佔为己有。他来到公墓后，就在金发仔所说的坟墓前面挖土找宝藏，他身旁突然出现一个铁铲，转身看到金发仔。不久后，两人又看见天使眼手里握着一把左轮手枪，逼他们挖出宝藏。金发仔挖开坟墓，另外两人发现里面竟然只有一副骸骨。他自己承认他骗了图科，三人陷入僵局，打算以决斗来争取胜利。
三位主角互站在公墓的中心点，各自站好位置，而后开枪。金发仔射死了天使眼，此时的图科才发现他枪裡的子弹早在昨晚已被金发仔卸除了。金发仔告诉他黄金的所在地就在奥奇•斯丹顿的坟墓的旁边。欣喜若狂的图科找到宝藏后，看见金发仔手里握着枪对着他自己，并被强迫把自己挂在绞索上。如之前一样，金发仔把黄金分掉，而后骑着马消失在地平线上。图科高声喊叫，祈求宽恕，金发仔在这时候又用长枪射断了他的绞索。图科的手仍然被绳子绑着，他暴跳如雷，连续不断地咒骂着他，但金髮仔仍然有把圖科的那一份黃金分給他，之後是金髮仔騎著馬，揚長而去。

## 演员
- 克林·伊斯威特饰演“好人”金发仔（Blondie）。是一个沉默寡言﹑充满自信的枪手，曾与图科和天使眼合作。实际上这个角色也做过不少坏事。
- 李·范·克里夫饰演“坏人”，昵称天使眼（Angel Eyes）。是一个冷酷无情﹑反社会人格的雇佣兵。他伪装成北军的官佐，并对图科进行严刑逼供，让他说出黄金的位置。然而图科只知道黄金埋藏在哪个公墓，而不知道是哪个坟墓。天使眼只好暂时与金发仔合作，但金发仔和图科逮到机会时背叛了他。
- 伊萊·沃勒克饰演“小人”图科（Tuco）。是一个滑稽搞笑、守口如瓶的土匪。拥有很强的适应力。比尔·卡森告诉图科埋藏黄金的公墓的名字，死前也告诉金发仔有关坟墓的名字。图科别无选择，他再次和金发仔结伴。

## 鏢客三部曲
- 1964年：《荒野大鏢客》（A Fistful of Dollars）
- 1965年：《黃昏雙鏢客》（For a Few Dollars More）
- 1966年：《黃金三鏢客》（The Good, the Bad and the Ugly）